# Görög labdarúgókupa
A görög labdarúgókupa vagy görög kupa (hivatalos nevén, görög: Κύπελλο Ελλάδος Ποδοσφαίρου, magyar átírásban: Kupello Elládosz Podoszféru) a legrangosabb nemzeti labdarúgókupa Görögországban, amelyet először 1931-ben rendeztek meg. A legsikeresebb klub az Olimbiakósz Pireusz, amely eddig 29 alkalommal hódította el a trófeát.
A görög kupa az ország második legrangosabb labdarúgó versenykiírása, a görög bajnokság után. A kupa győztese jogán Görögország csapatot indíthat az Európa-liga rájátszásában.

## Rendszere
A kupa versenykiírását a Görög labdarúgó-szövetség végzi. A jelenlegi kupalebonyolítási rendszer 2005. óta van érvényben.
- Első forduló - A harmadosztályú csapatokat földrajzi elhelyezkedés alapján két csoportra (északira és délire) osztják. Egy mérkőzés dönt a továbbjutásról. Kisorsolják, hogy melyik csapat lesz a pályaválasztó. Amennyiben szükséges, akkor hosszabbítás vagy tizenegyesrúgások döntenek a továbbjutásról.
- Második forduló - Ebben a körben beszállnak a másodosztályú csapatok is, melyek az első fordulóból továbbjutó csapatokkal lesznek összepárosítva. A pályaválasztó mindig az alacsonyabb osztályú csapat. Arra is ügyelnek a sorsoláskor, hogy azonos osztályú egyesületek ne kerüljenek össze.
- Harmadik forduló -  Legjobb 32, itt már jelen vannak az első osztályú csapatok is.
- Negyedik forduló - Nyolcaddöntő (A legjobb 32 győztesei, 16 csapat)
- Ötödik forduló  - Negyeddöntők (A nyolcaddöntők győztesei, 8 csapat)
- Elődöntők - A negyeddöntők győztesei (4 csapat)
- Döntő - Az elődöntők győztesei (2 csapat). A kupagyőzelemről egy mérkőzés dönt.

## Eddigi győztesek
| Év                            | Győztes            | Eredmény    | Ezüstérmes         |
| ----------------------------- | ------------------ | ----------- | ------------------ |
| 1932                          | AÉK Athén          | 5-3         | Árisz FC           |
| 1933                          | Ethnikósz Pireusz  | 2-2, 2-1    | Árisz FC           |
| 1934-1938 nem rendezték meg   |                    |             |                    |
| 1939                          | AÉK Athén          | 2-1         | PAÓK               |
| 1940                          | Panathinaikósz     | 3-1         | Árisz FC           |
| 1941-1946 nem rendezték meg   |                    |             |                    |
| 1947                          | Olimbiakósz        | 5-0         | Iraklísz Szaloníki |
| 1948                          | Panathinaikósz     | 2-1         | AÉK Athén          |
| 1949                          | AÉK Athén          | 0-0, 2-1 hu | Panathinaikósz     |
| 1950                          | AÉK Athén          | 4-0         | Árisz FC           |
| 1951                          | Olimbiakósz        | 4-0         | PAÓK               |
| 1952                          | Olimbiakósz        | 2-2, 2-0    | Panióniosz         |
| 1953                          | Olimbiakósz        | 3-2         | AÉK Athén          |
| 1954                          | Olimbiakósz        | 2-0         | Dóxa Drámasz       |
| 1955                          | Panathinaikósz     | 2-0         | PAÓK               |
| 1956                          | AÉK Athén          | 2-1         | Olimbiakósz        |
| 1957                          | Olimbiakósz        | 2-0         | Iraklísz Szaloníki |
| 1958                          | Olimbiakósz        | 5-1         | Dóxa Drámasz       |
| 1959                          | Olimbiakósz        | 2-1         | Dóxa Drámasz       |
| 1960                          | Olimbiakósz        | 1-1, 3-0    | Panathinaikósz     |
| 1961                          | Olimbiakósz        | 3-0         | Panióniosz         |
| 1962 nem lett kupagyőztes : * |                    |             |                    |
| 1963                          | Olimbiakósz        | 3-0         | Pierikosz          |
| 1964                          | AÉK Athén          | *           |                    |
| 1965                          | Olimbiakósz        | 1-0         | Panathinaikósz     |
| 1966                          | AÉK Athén          | *           | Olimbiakósz        |
| 1967                          | Panathinaikósz     | 1-0         | Panióniosz         |
| 1968                          | Olimbiakósz        | 1-0         | Panathinaikósz     |
| 1969                          | Panathinaikósz     | 1-1 s       | Olimbiakósz        |
| 1970                          | Árisz FC           | 1-0         | PAÓK               |
| 1971                          | Olimbiakósz        | 3-1         | PAÓK               |
| 1972                          | PAÓK               | 2-1         | Panathinaikósz     |
| 1973                          | Olimbiakósz        | 1-0         | PAÓK               |
| 1974                          | PAÓK               | 2-2 t (4-3) | Olimbiakósz        |
| 1975                          | Olimbiakósz        | 1-0         | Panathinaikósz     |
| 1976                          | Iraklísz Szaloníki | 4-4 t (6-5) | Olimbiakósz        |
| 1977                          | Panathinaikósz     | 2-1         | PAÓK               |

| Év   | Győztes          | Eredmény      | Ezüstérmes          |
| ---- | ---------------- | ------------- | ------------------- |
| 1978 | AÉK Athén        | 2-0           | PAÓK                |
| 1979 | Panióniosz       | 3-1           | AÉK Athén           |
| 1980 | AGSZ Kasztoriász | 5-2           | Iraklísz Szaloníki  |
| 1981 | Olimbiakósz      | 3-1           | PAÓK                |
| 1982 | Panathinaikósz   | 1-0           | AÉ Láriszasz        |
| 1983 | AÉK Athén        | 2-0           | PAÓK                |
| 1984 | Panathinaikósz   | 2-0           | AÉ Láriszasz        |
| 1985 | AÉ Láriszasz     | 4-1           | PAÓK                |
| 1986 | Panathinaikósz   | 4-0           | Olimbiakósz         |
| 1987 | ÓFI Kréta        | 1-1 t (3-1)   | Iraklísz Szaloníki  |
| 1988 | Panathinaikósz   | 2-2 t (4-3)   | Olimbiakósz         |
| 1989 | Panathinaikósz   | 3-1           | Panióniosz          |
| 1990 | Olimbiakósz      | 4-2           | ÓFI Kréta           |
| 1991 | Panathinaikósz   | 3-0, 2-0      | Athinaikósz         |
| 1992 | Olimbiakósz      | 1-1, 2-0      | PAÓK                |
| 1993 | Panathinaikósz   | 1-0           | Olimbiakósz         |
| 1994 | Panathinaikósz   | 3-3 t (4-2)   | AÉK Athén           |
| 1995 | Panathinaikósz   | 1-0 hu        | AÉK Athén           |
| 1996 | AÉK Athén        | 1-0 hu        | Apólon Zmírnisz     |
| 1997 | AÉK Athén        | 0-0 t (5-3)   | Panathinaikósz      |
| 1998 | Panióniosz       | 1-0           | Panathinaikósz      |
| 1999 | Olimbiakósz      | 2-0           | Panathinaikósz      |
| 2000 | AÉK Athén        | 2-0           | Ionikósz            |
| 2001 | PAÓK             | 4-2           | Olimbiakósz         |
| 2002 | AÉK Athén        | 2-1           | Olimbiakósz         |
| 2003 | PAÓK             | 1-0           | Árisz FC            |
| 2004 | Panathinaikósz   | 3-1           | Olimbiakósz         |
| 2005 | Olimbiakósz      | 3-0           | Árisz FC            |
| 2006 | Olimbiakósz      | 3-0           | AÉK Athén           |
| 2007 | AÉ Láriszasz     | 2-1           | Panathinaikósz      |
| 2008 | Olimbiakósz      | 2-0           | Árisz FC            |
| 2009 | Olimbiakósz      | 4-4 t (15-14) | Árisz FC            |
| 2010 | Panathinaikósz   | 1-0           | Árisz FC            |
| 2011 | AÉK Athén        | 3-0           | Atrómitosz          |
| 2012 | Olimbiakósz      | 2-1 hu        | Atrómitosz          |
| 2013 | Olimbiakósz      | 3-1 hu        | Asztérasz Trípolisz |
| 2014 | Panathinaikósz   | 4-1           | PAÓK                |

| Év   | Győztes        | Eredmény | Ezüstérmes   |
| ---- | -------------- | -------- | ------------ |
| 2015 | Olimbiakósz    | 3-1      | Skoda Xánthi |
| 2016 | AÉK Athén      | 2-1      | Olimbiakósz  |
| 2017 | PAÓK           | 2-1      | AÉK Athén    |
| 2018 | PAÓK           | 2-0      | AÉK Athén    |
| 2019 | PAÓK           | 1-0      | AÉK Athén    |
| 2020 | Olimbiakósz    | 1-0      | AÉK Athén    |
| 2021 | PAÓK           | 2-1      | Olimbiakósz  |
| 2022 | Panathinaikósz | 1-0      | PAÓK         |
| 2023 | AÉK Athén      | 2-0      | PAÓK         |
| 2024 | Panathinaikósz | 1-0      | Árisz        |
| 2025 | Olimbiakósz    | 2-0      | ÓFI Kréta    |

* 1962 : Az Olimbiakósz - Panathinaikósz döntő a sorozatos játékmegszakítások és a sötétedés miatt a 97. percben, 0–0-s állásnál félbeszakadt. A mérkőzést nem játszották újra, így ebben az évben egyik csapat sem kupagyőztes.
* 1964 : Az AÉK Athén mérkőzés nélkül nyerte meg a kupát, miután az Olimbiakósz - Panathinaikósz elődöntő szurkolói rendbontás miatt a 115. percben, 0–0-s állásnál félbeszakadt és ezért mindkét együttes kizárták.
* 1966 :  Az AÉK Athén mérkőzés nélkül nyerte meg a kupát, mivel a Görög labdarúgó-szövetség túl későn jelentette be a kupadöntő időpontját. Az Olimbiakósz emiatt nem tudott részt venni, mivel már a következő évi BEK-sorozatra készültek.
* hu: Hosszabbítás után
* t: Tizenegyesrúgások után

### Dicsőségtábla
| Klub                | Győztes | Ezüstérmes | Győztes évek : |
| ------------------- | ------- | ---------- | --- |
| Olimbiakósz Pireusz | 29      | 14         | 1947, 1951, 1952, 1953, 1954, 1957, 1958, 1959, 1960, 1961, 1963, 1965, 1968, 1971, 1973, 1975, 1981, 1990, 1992, 1999 2005, 2006, 2008, 2009, 2012, 2013, 2015, 2020, 2025 |
| Panathinaikósz      | 20      | 11         | 1940, 1948, 1955, 1967, 1969, 1977, 1982, 1984, 1986, 1988, 1989, 1991, 1993, 1994, 1995, 2004, 2010, 2014, 2022, 2024                                                      |
| AÉK Athén           | 16      | 11         | 1932, 1939, 1949, 1950, 1956, 1964, 1966, 1978, 1983, 1996, 1997, 2000, 2002, 2011, 2016, 2023                                                                              |
| PAÓK                | 8       | 15         | 1972, 1974, 2001, 2003, 2017, 2018, 2019 |
| Panióniosz          | 2       | 4          | 1979, 1998 |
| AÉ Láriszasz        | 2       | 2          | 1985, 2007 |
| Árisz FC            | 1       | 9          | 1970 |
| Ethnikósz Pireusz   | 1       |            | 1933 |
| Iraklísz Szaloníki  | 1       | 4          | 1976 |
| AGSZ Kasztoriász    | 1       |            | 1980 |
| ÓFI Kréta           | 1       | 2          | 1987 |
| Dóxa Drámasz        |         | 3          | |
| Atrómitosz          |         | 2          | |
| Pierikosz           |         | 1          | |
| Athinaikósz         |         | 1          | |
| Apólon Zmírnisz     |         | 1          | |
| Ionikósz            |         | 1          | |
| Asztérasz Trípolisz |         | 1          | |
| AO Xánthi           |         | 1          | |

## Külső hivatkozások
- Kupadöntők és eredmények az rsssf.com-on (angolul)